# Pluchea mexicana
Pluchea mexicana là một loài thực vật có hoa trong họ Cúc. Loài này được (R.K.Godfrey) G.L.Nesom miêu tả khoa học đầu tiên năm 1989.